# 宝駿・530
530（Baojun 530）は、上汽通用五菱汽車が宝駿ブランドにて販売するクロスオーバーSUVである。

## 概要
2018年3月11日、中国市場で発売。発売時のパワートレインは、6速MTまたは6速DCTを組み合わせる1.5Lガソリンターボと、5速ATを組み合わせる1.8Lガソリンが設定された。
2018年11月には、中国市場向け2019年モデルを発売。ボッシュとSAICが共同開発したCVTが採用された。
2019年1月、中国市場向けに7人乗りモデルが設定された。
2019年10月、中国市場向けに2020年モデルを発売。フロントバンパーなどが刷新されたほか、10.4インチタッチスクリーンを採用した。

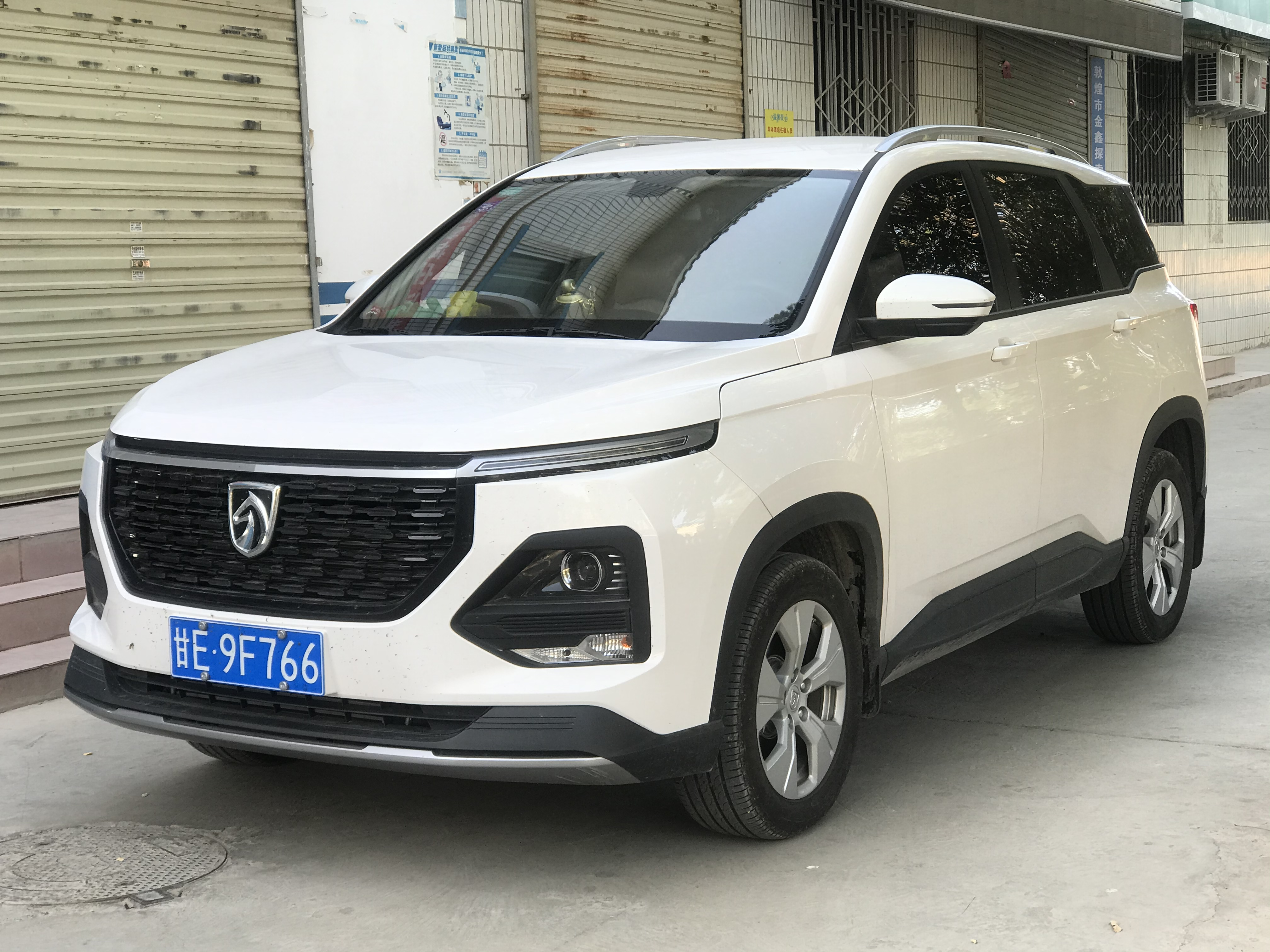
2020年モデル

## 中国国外での展開

### シボレー・キャプティバ（2代目）

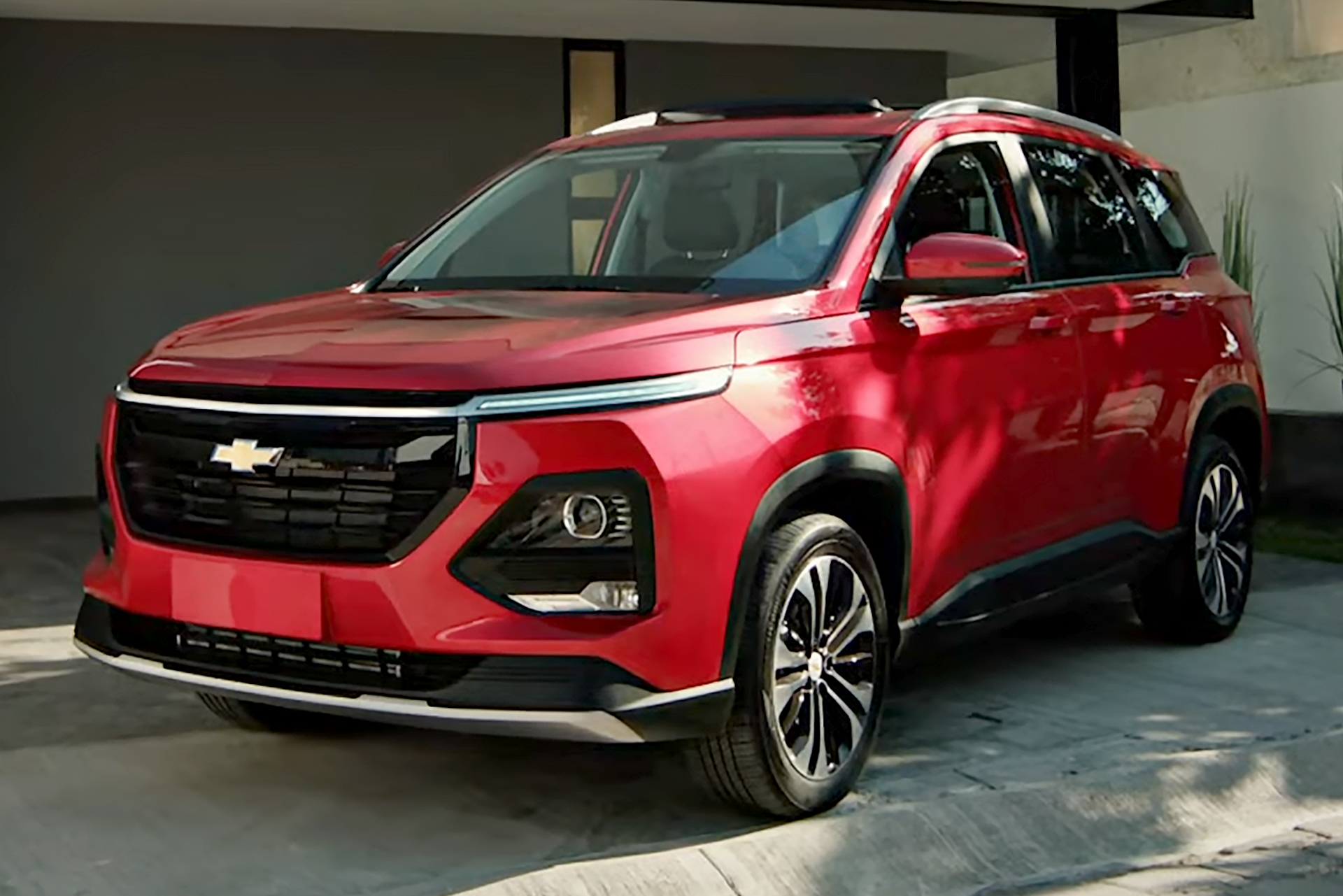
シボレー・キャプティバ（2代目）改良型

2代目となるキャプティバは宝駿530をベースに開発され、コロンビアや中東などに導入された。

### MG・ヘクター（MG Hector）
| MG・ヘクター プラス |  | MG・ヘクター プラス |
| MG・ヘクター プラス |  |                     |

2019年6月、インド市場にてMGヘクターとして販売開始。フィアットから供給される2.0L4気筒ディーゼルエンジンや1.5Lターボガソリンエンジン、48Vマイルドハイブリッドシステム付1.5Lターボガソリンエンジンが搭載される。2020年7月には3列シート、6人乗りまたは7人乗りの「ヘクター プラス」を発売した。
2023年1月、フェイスリフトを実施し発売。フロントグリルが大型化されたほか、14インチのタッチスクリーン、先進運転支援システム（ADAS）レベル2の搭載が行われた。

### 五菱・アルマズ（Wuling Almaz）

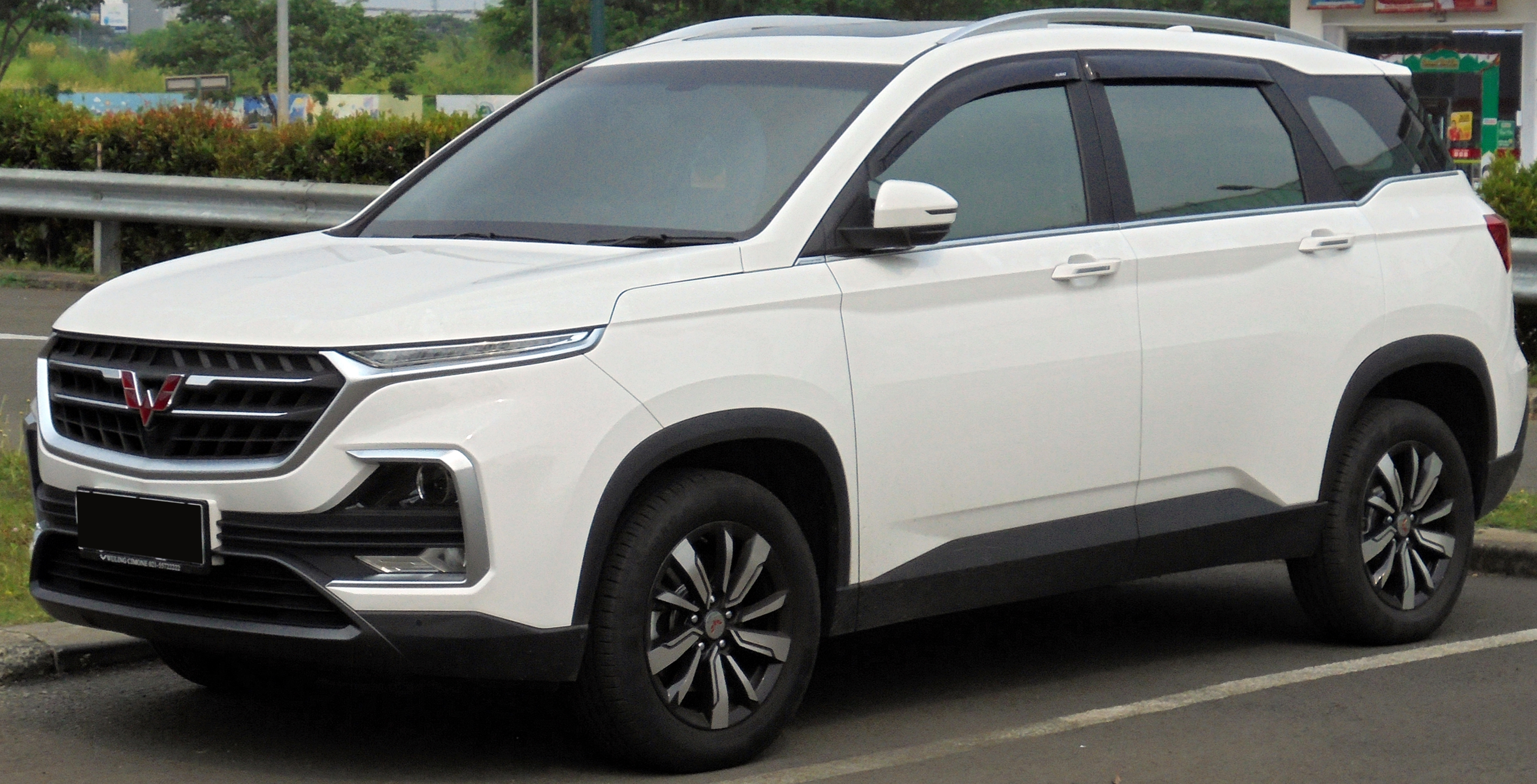
五菱・アルマズ

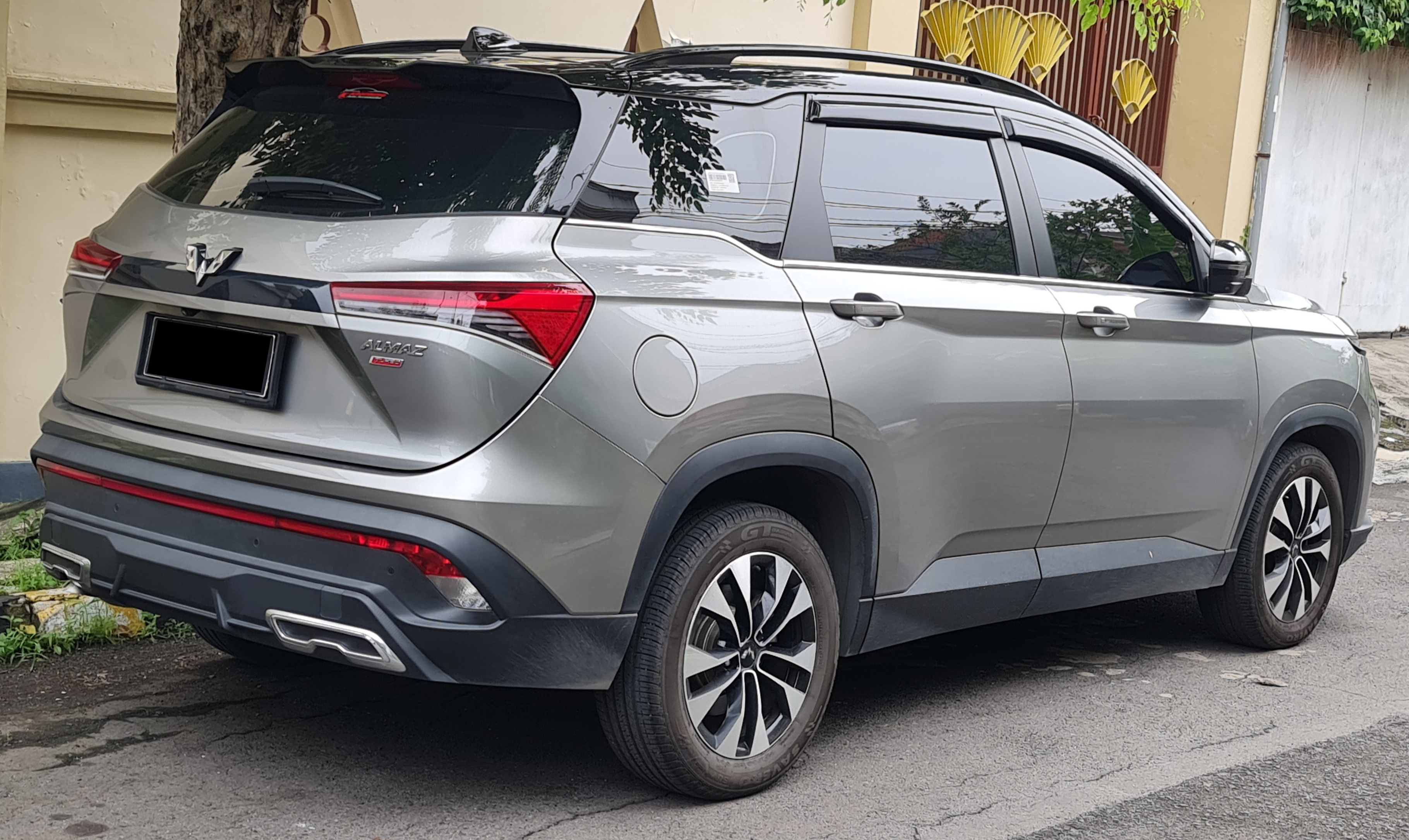
五菱・アルマズ RS Pro

インドネシアでは、五菱（Wuling）ブランドにて「アルマズ（Almaz）」の名で2019年2月27日に発売された。アルマズはアラビア語で「ダイアモンド」を意味する。
2021年3月、スポーツモデル「アルマズ RS」を発売。RSは「希望の星」などを意味する「Rising Star」の略で、先進運転支援システム（ADAS）を充実させている。
2022年11月3日、同社初となるハイブリッドモデル「アルマズ ハイブリッド（Almaz Hybrid）」を発売した。最高出力123 HP、最大トルク168 N･mを発揮する2.0 L直列4気筒エンジンに最高出力174 HP、最大トルク320 N･mを発生させるモーターを組み合わせる。バッテリーは蓄電容量1.8 kWhのリチウムイオンバッテリーを採用した。
2023年8月10日、ガイキンド・インドネシア国際オートショー（GIIAS）2023にて改良型「アルマズ RS」を公開した。エクステリアデザインはフロントグリルがバンパーと一体化された。インテリアでは、チルト＆テレスコピックステアリングを採用し、より快適な運転が楽しめるように配慮されている。